# Anna Nahowski
Anna Nahowski (* 18. Juni 1859 als Anna Nowak in Wien; † 23. März 1931 ebenda) war in den 1870er und 1880er Jahren Geliebte von Kaiser Franz Joseph I. von Österreich.

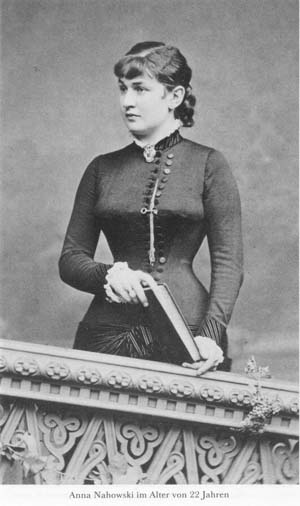
Anna Nahowski mit 22 Jahren, ca. 1882

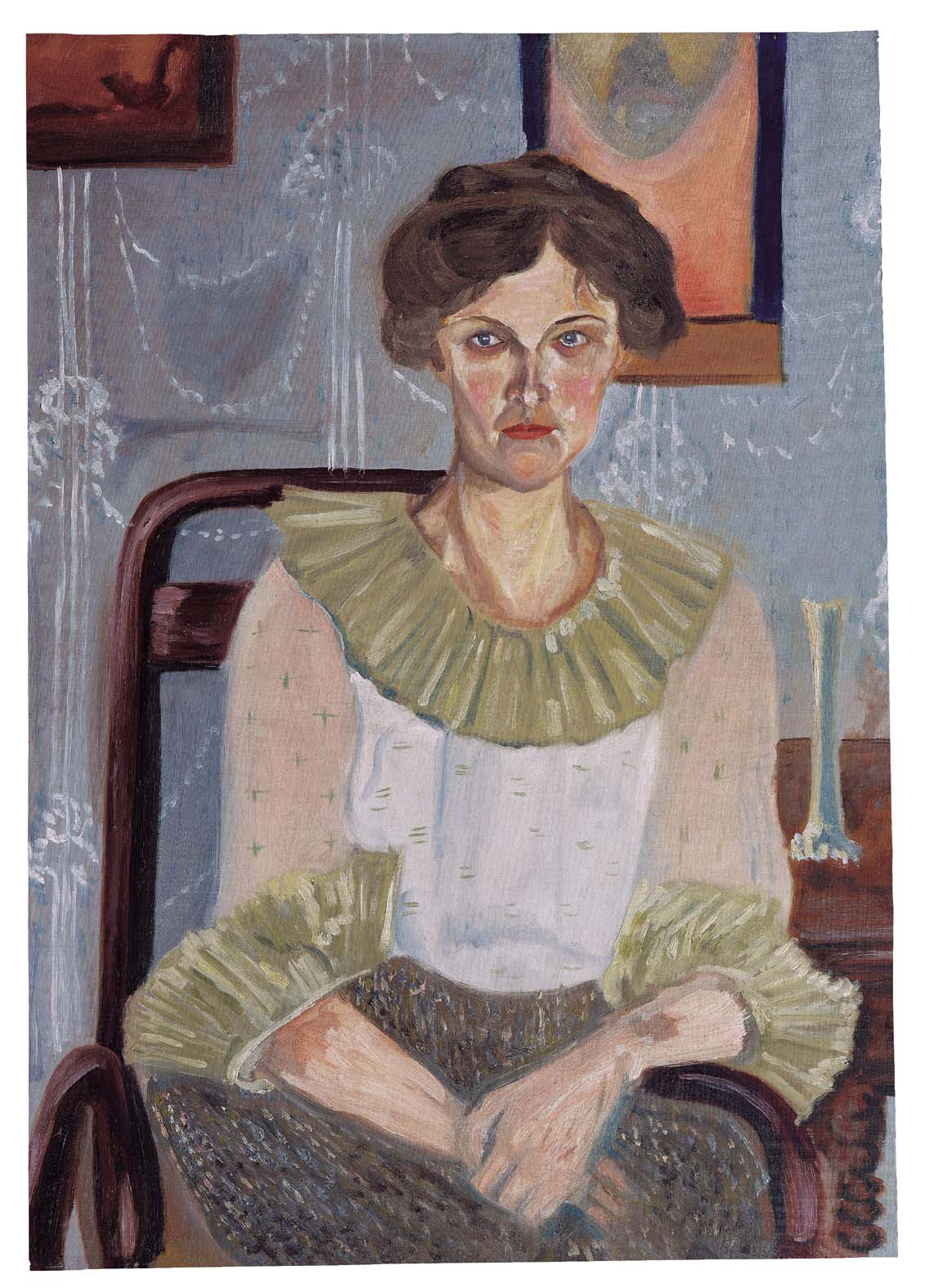
Die Tochter Helene Nahowski, gemalt von Arnold Schönberg, um 1910

## Leben
Bereits im Alter von 15 Jahren wurde Anna 1875 mit dem Seidenfabrikanten Johann Heuduck verheiratet, einem spielsüchtigen Alkoholiker. Bei der Scheidung nach drei Jahren hinterlegte sie einen hohen Geldbetrag für ihn, der keine Ahnung von der kaiserlichen Affäre seiner Frau hatte.
In zweiter Ehe war sie ab 1884 mit dem Schürzenjäger Franz Nahowski verheiratet. Er war Beamter der privaten Südbahngesellschaft, später der Staatsbahn in Galizien. Auch er machte immer wieder Schulden, deren Tilgung Anna regelte. Sie erhielt ab und zu Geldgeschenke des Kaisers, insgesamt über 100.000 Gulden, nach anderen Angaben insgesamt über 200.000 Gulden.
Anna und der Kaiser lernten sich 1875 zufällig während eines morgendlichen Spazierganges im Park des Schlosses Schönbrunn kennen. Franz Joseph soll sie angesprochen haben mit: „Sie gehen aber fleißig spazieren.“ (Nahowski hat diesen Tag später als den glücklichsten ihres Lebens bezeichnet.) Drei Jahre später soll die sexuelle Beziehung der beiden begonnen haben, die etwa zehn Jahre dauerte.
Anna Nahowski lebte mit ihrem Mann jeweils im Sommer seit 1878 in Wien-Hetzendorf, 12., Schönbrunner Allee (bis 1892 Schönbrunner Straße) Nr. 8 (mit einem geheimen Eingang für ihren Liebhaber) und seit 1885 in Wien-Hietzing, 13., Maxingstraße (bis 1894 Hetzendorfer Straße) Nr. 46, Ecke Weidlichgasse, direkt neben dem Schlosspark von Schönbrunn. Eine Villa in Trahütten bei Deutschlandsberg wurde als Sommersitz genutzt, der Erwerb dieses Anwesens (heute Alban-Berg-Villa genannt) soll durch den Kaiser ermöglicht worden sein. 1885 wurde Anna Nahowskis Tochter Helene geboren, die 1911 den Komponisten Alban Berg heiratete. Nahowski hatte weitere Kinder.
Die Liebschaft überschnitt sich mit Franz Josephs (langjähriger) Beziehung zu Katharina Schratt, die angeblich die eben von Franz Nahowski erworbene Villa an der Maxingstraße kaufen wollte, sich dann aber im gleichen Häuserblock auf einem anderen Grundstück ansiedelte. In dieser Zeit wurden Franz Josephs morgendliche Besuche bei Anna Nahowski immer seltener; sie begann ihm angeblich nachzuspionieren. (Katharina Schratt wusste nichts von Nahowski.)
Nach der Mayerling-Tragödie seines Sohnes Kronprinz Rudolf Anfang 1889 suchte der Kaiser Anna nicht mehr auf und beendete die Beziehung großzügig, aber unpersönlich. Anna wurde in die Hofburg bestellt, wo ihr ein ihr unbekannter Baron ein Geschenk des Kaisers überreichen sollte. Ihr wurde mitgeteilt, dass sie die Höhe der Abfindung „für die 14 Jahre im Dienste des Kaisers“ selbst bestimmen könne. Sie verlangte dieselbe Summe, die sie schon einmal erhalten hatte und auch für ihre Kinder 50.000 Gulden. Als Gegenleistung musste sie die folgende Erklärung unterschreiben:

„Ich bestätige hiermit daß ich am heutigen Tag 200.000 fl als Geschenk von Seiner Majestät dem Kaiser erhalten habe. Ferner schwöre ich, daß ich über die Begegnung mit Seiner Majestät jederzeit schweigen werde. Anna Nahowski, Wien, 14. März 1889.“

Man ging lang davon aus, dass zwei von Annas fünf Kindern von Franz Joseph waren; eines davon war die Tochter Helene, die am 3. Mai 1911 Alban Berg heiratete. Doch aus Annas Tagebuch, das ihre Tochter testamentarisch zur Veröffentlichung freigegeben hatte, geht hervor, dass Annas letztes Treffen mit dem Kaiser ein Jahr vor Geburt ihres Sohnes Franz Joseph stattgefunden hatte und ihr Sohn, auch wenn er nach dem Kaiser benannt wurde, daher kein Kind des Kaisers war. Der Sohn schnitt sich zum 100. Geburtstag von Franz Joseph, 1930, den linken kleinen Finger ab. Franz Joseph Nahowski soll nach dieser Selbstverstümmelung in die Psychiatrische Klinik der Stadt Wien am Steinhof eingeliefert worden sein.
Anna Nahowskis Grabstätte befindet sich auf dem Hietzinger Friedhof (Gruppe 22, Grab Nr. 17) unweit ihres Wohnhauses an der Maxingstraße. (1940 wurde Katharina Schratt auf dem gleichen Friedhof bestattet.)
Ihr Tagebuch wurde nach dem Tod ihrer Tochter Helene Berg 1976 zur Veröffentlichung freigegeben.